# Un mariage à la baïonnette
Pour plus de détails, voir Fiche technique et Distribution.
Un mariage à la baïonnette est un film muet français réalisé par Georges Monca, sorti en 1915.

## Fiche technique
- Titre : Un mariage à la baïonnette
- Réalisation : Georges Monca
- Scénario :
- Photographie :
- Montage :
- Société de production : Pathé Frères
- Société de distribution : Pathé Frères
- Pays de production :  France
- Langue : film muet avec les intertitres en français
- Métrage : 703 mètres
- Format : Noir et blanc — 35 mm — 1,33:1 — Muet
- Genre :  Comédie
- Durée : 23 minutes et 20 secondes
- Numéro de catalogue Pathé : 7090
- Date de sortie : 
  - France : 19 novembre 1915

## Distribution[1]
- Charles Prince : Rigadin
- Clo Marra : Mademoiselle Dupont